# SeaQuest DSV
SeaQuest DSV was een Amerikaanse sciencefictionserie bedacht door Rockne S. O'Bannon, die van 1993 tot 1996 op de NBC werd uitgezonden.
De serie werd in zijn laatste seizoen omgedoopt tot SeaQuest 2032.

## Rolverdeling

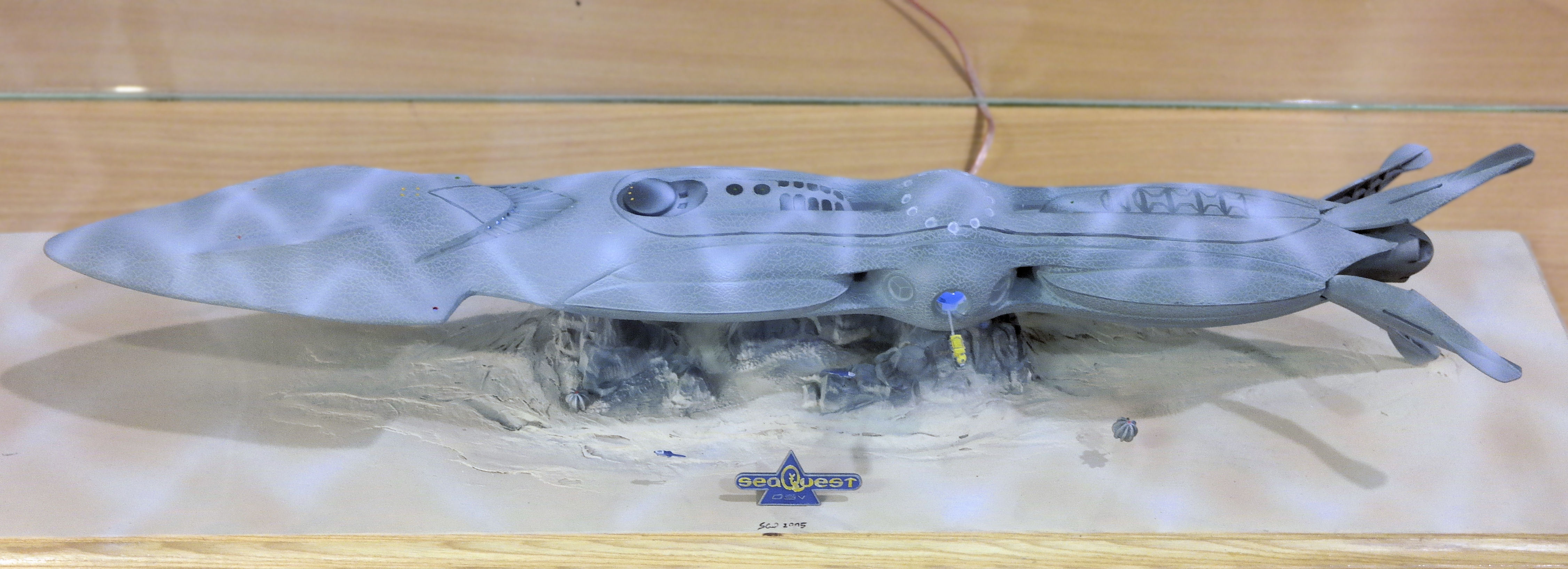
SeaQuest DSV

| Acteur           | Personage                |
| ---------------- | ------------------------ |
| Jonathan Brandis | Lucas Wolenczak          |
| Don Franklin     | Jonathan Ford            |
| Ted Raimi        | Timothy O'Neill          |
| Roy Scheider     | Nathan Bridger           |
| Marco Sanchez    | Miguel Ortiz             |
| Peter DeLuise    | Dagwood                  |
| Elise Neal       | Luitenant J.J. Fredricks |